# Porto Lucena
Porto Lucena este un oraș în Rio Grande do Sul (RS), Brazilia.